# Wilfried Klinge
Wilfried Klinge (* 15. August 1950) ist ein ehemaliger deutscher Fußballspieler.

## Werdegang
Der Stürmer begann seine Profikarriere im Jahre 1969 beim Regionalligisten Itzehoer SV, wo er von 1969 bis 1972 in 63 Regionalligaeinsätzen 18 Tore erzielte. Nach drei Jahren unterschrieb er zur Saison 1972/73 bei  TSR Olympia Wilhelmshaven, mit denen er sich 1974 für die neu geschaffene 2. Bundesliga qualifizierte. Im letzten Jahr der alten zweitklassigen Regionalliga, 1973/74, erzielte er für die Elf vom Jadebusen in 34 Ligaspielen 19 Tore. Klinge wechselte daraufhin zum Zweitligisten Arminia Bielefeld, wo er nur zweimal eingewechselt wurde. Noch während der Saison kehrte er nach Wilhelmshaven zurück, konnte aber mit seinen zwei Toren in 18 Spielen den Abstieg seiner Mannschaft nicht verhindern.
Klinge ging daraufhin 1975/76 zum Zweitligaaufsteiger Bayer 04 Leverkusen, wo er in 23 Einsätzen acht Tore für das Team um Fred-Werner Bockholt, Gerhard Kentschke und Walter Posner erzielte. Nach einem Jahr schloss er sich dem 1. SC Göttingen 05 an. Dort erlebte Klinge in der Saison 1976/77 seine erfolgreichste Spielzeit, in der er in 27 Spielen 18 Tore erzielte. Mit Mitspielern wie Walter Gruler, Dieter Hochheimer und Walter Plaggemeyer belegte er aber lediglich den 17. Rang. Im Sommer 1977 wechselte Klinge zum belgischen Erstligisten RFC Lüttich, wo er in 21 Spielen elf Tore erzielte. Er kehrte daraufhin nach Deutschland zurück und schloss sich dem Zweitligisten FC 08 Homburg an und wechselte im September 1980 zum VfB Oldenburg.
Mit den Oldenburgern verpasste er im Sommer 1981 die Qualifikation für die eingleisige 2. Bundesliga. Anschließend war Klinge noch einmal beim TSR Olympia Wilhelmshaven aktiv und erreichte mit diesem 1982 den Aufstieg in die Amateur-Oberliga Nord. In den sechs folgenden Oberliga-Spielzeiten erzielte Klinge 61 Tore in 150 Spielen. Insgesamt wird Klinge im Spielerlexikon mit 124 Regionalligaspielen und 46 Toren sowie 137 Spielen in der 2. Bundesliga mit 36 Toren geführt.